# Tram van Navapolatsk
De tram van Navapolatsk (Wit-Russisch: Наваполацк; Russisch: Новополоцк, Novopolotsk) staat in voor openbaar vervoer in Navapolatsk, een stad in de Oblast Vitebsk in Wit-Rusland. De enige lijn is 11,5 km lang, kwam in dienst op 21 mei 1974 en is eigenlijk een sneltramlijn. Zij wordt hoofdzakelijk gebruikt door werknemers van de bedrijven Nitron en Polymir.
De lijn was de derde sneltram die geopend werd in de Sovjet-Unie alsook de derde in Wit-Rusland.
Sinds januari 2016 doen op de lijn twee routes dienst. Hiervoor doet het bedrijf beroep op 41 trams waarvan 36 in reguliere dienst en vijf diensttrams.
De lijn is volledig aangelegd in eigen bedding: in het centrum op de middenberm van brede boulevards (Kamsamolskaya vulica en vulica Blachina) of aan het westelijke uiteinde, buiten de bebouwde kom, in de zijberm parallel aan de weg en aan de rand van het bos.

## Geschiedenis

### Achtergrond
Onmiddellijk na de oprichting van Polymir ontstond de vraag hoe de werknemers naar de fabriek zouden vervoerd worden. Oorspronkelijk werd overwogen om een trolleybuslijn aan te leggen maar omdat dit economisch niet rendabel zou zijn, besliste men tot de aanleg van een tramlijn.

### Aanleg
De bouw van de tramlijn startte in 1967 met de bedoeling dat de tram de arbeiders zou vervoeren naar fabrieken zoals Polymir, Nitron en Vymiaraĺnik.
Tijdens de bouw lag er tot in de stad een spoor dat verbonden was met de spoorweg teneinde bouwmaterialen van over geheel de Sovjet-Unie naar de stad te kunnen aanvoeren. Later werd dit aanvoerspoor weer verwijderd.
Het project werd regelmatig bijgestuurd. Het oorspronkelijke plan om verschillende haltes ondergronds aan te leggen, werd niet uitgevoerd.

### Ontwikkeling sinds 1974
De eerste tram begon te rijden op 26 december 1973 en de eerste testrit met tram KTM-5M3 nummer 001 volgde in februari 1974. 
Op de ochtend van 21 mei 1974 werd de lijn effectief in dienst genomen.
In februari 2003 werd het trambedrijf dat tot dan onderdeel was van Polymir, overgedragen aan de stad. Hierdoor werd de NT KUP Tram Park opgericht.
Ondertussen had de tram in het jaar 2000 een record van 5,3 miljoen reizigers vervoerd.
Op 3 juni 2004 werd het verkorte tramtraject Tramstelplaats - Fabriek Izmeritel officieel geopend.
In juli 2004 arriveerde voor het eerst een nieuwe tram, namelijk AKSM-60102, nummer 50. Het laatste en tiende voertuig van deze reeks vervoegde de tramvloot op 22 augustus 2012.
Onder het nummer 59 kwam op 1 september 2011 de eerste tram van de serie AKSM-62103 aan in Navapolatsk.
Op 25 november 2014 vervoegde een prototype van niet-gelede tram het wagenpark (type AKSM-802, nummer 61), gebaseerd op het driedelige type AKSM-843. Dit voertuig is niet langer in dienst.
De sporen en bovenleiding zijn ondertussen sterk versleten en aan vernieuwing toe.

## Routes
De tramlijn is 11 kilometer lang en telt 14 haltes, beide eindhaltes inbegrepen. De gemiddelde afstand tussen twee haltes bedraagt 760 meter.
Aan beide uiteinden van de tramlijn bevindt zich een keerlus met opstelsporen en telkens ook een observatiekuil die niet wordt gebruikt.
Sinds januari 2016 zijn er twee tramlijnen in Navapolatsk. Officieel hebben ze geen nummering, maar sommige trams dragen het lijnnummer 1.

### Huidige routes
| Lijnnummer | Openingsdatum | Traject | Lengte | Opmerking              |
| ---------- | ------------- | --- | ------ | ---------------------- |
| 1          | 21 mei 1974   | Fabriek Izmeritel - Kamsamolskaya vulica - vulica Blachina - Promyshlennaya ulitsa - tramstelplaats - Nitron | 9,1 km |                        |
| D          | 3 juni 2004   | Fabriek Izmeritel - Kamsamolskaya vulica - vulica Blachina - Promyshlennaya ulitsa - tramstelplaats          | 4,6 km | Enkel tijdens de spits |

## Rollend materieel

### Types en aantallen trams
Het park is als volgt samengesteld:
- 29 trams voor reizigersvervoer (waarvan één buiten dienst);
- 4 werktrams waarvan drie sneeuwploegen en één tram voor het vervoer van rails

De trams zijn overwegend van het type KTM-5 en AKSM-60102 en dateren van 1973 en 1986, respectievelijk 2004-2012. In 2011 kwam de eerste en enige AKSM-62103 en in 2014 arriveerde de experimentele AKSM-802. De AKSM-trams werden gebouwd door Belkommunmash in Minsk. De KTM-trams komen uit Oest-Katav. De trams hebben geen specifieke [kleurstelling: de AKSM-802 draagt bijvoorbeeld de Kazan-kleur, de KTM-5's zijn geschilderd in het geel, blauw, cyaan, groen of zijn soms tweekleurig.
| In reizigersdienst |        |                                     |                 | |
| Model              | Aantal | Bouwjaar                            | In dienst sinds | Opmerkingen |
| KTM-5              | 24     | 1973, november 1986, 1992 (71-605A) | 1974            | |
| AKSM-60102         | 10     | 2004-2012                           | 2004            | |
| AKSM-62103         | 1      | Augustus 2011                       | 2011            | |
| AKSM-802           | 1      | November 2014                       | 2015            | Prototype. Lengte: 15,5 meter, 37% lagevloer op 370 mm vloerhoogte, rest op 750 mm vloerhoogte. 28 zit- en 137 staanplaatsen en toegankelijk voor rolstoelgebruikers via een oprijplaat. |
| Werkwagens         |        |                                     |                 | |
| Model              | Nummer | Jaar van uitgifte                   | Nummer          | Opmerkingen |
| KTM-5              | 007    | 1973                                | 1652            | Bovenleidingswagen |
| GS-4               | GS-4 1 | jaren 70                            |                 | Sneeuwploeg |
| GS-4               | GS-4 2 | jaren 70                            | 10              | Sneeuwploeg |
| GS-4               | GS-4 3 | jaren 70                            | 20              | Sneeuwploeg |
| TC-28              | TC-28  | jaren 70                            | 489             | Vervoer van rails |

### Dubbeltractie
Een aantal KTM-5 trams rijdt in dubbeltractie. Zo zijn er zeven gekoppelde stellen in dienst.

## Toekomstplannen
| № | Voorziene openingsdatum | Route                                                                                              | Lengte | Opmerkingen                                        |
| - | ----------------------- | -------------------------------------------------------------------------------------------------- | ------ | -------------------------------------------------- |
| 1 | na 2020                 | Fabriek Izmeritel - Kamsamolskaya vulica - Zavodskoy Proyezd - Molodozhnaya ulitsa - Podkastel'tsy | 3,2 km | Project is opgenomen in het masterplan van de stad |
| 2 | na 2025                 | Podkastel'tsy - richting Polatsk                                                                   |        |                                                    |